# (13069) Umbertoeco
(13069) Umbertoeco ist ein Asteroid des Hauptgürtels, der am 6. September 1991 vom belgischen Astronomen Eric Walter Elst am Observatoire de Haute-Provence (IAU-Code 511) im Südosten Frankreichs entdeckt wurde.
Der Asteroid wurde am 4. Oktober 2009 nach dem italienischen Schriftsteller, Kolumnisten, Philosophen und Medienwissenschaftler Umberto Eco (1932–2016) benannt, der durch seine Romane Der Name der Rose und Das Foucaultsche Pendel weltberühmt wurde.